# Meteor (1915)
Meteor – niemiecki parowiec badawczy, o wyporności 1178 t. W latach 1925–1927 jego dowódcą był Alfred Mertz, a potem Fritz Schpitz. Na Meteorze prowadzono badania hydrograficzne, meteorologiczne, geologiczne, biologiczne oraz głębokości dna Atlantyku. W 1926 roku znalazł największą głębię w południowej części Atlantyku. Odkrył południową część Grzbietu Śródatlantyckiego.